# Norbert Bethune
Norbert Bethune (Tielt, 30 juni 1944) is een Vlaamse rooms-katholieke geëxcommuniceerde priester.

## Levensloop
Norbert Bethune volgde zijn priesteropleiding aan het seminarie in Brugge, studeerde theologie aan de Katholieke Universiteit Leuven en werd in 1971 tot priester gewijd en werkte jarenlang als ziekenhuispastor in het Sint-Andriesziekenhuis in Tielt. In 1992 werd hij door toenmalig bisschop van Brugge Roger Vangheluwe als priester geschorst nadat bleek dat hij een vriendin had en aankondigde met haar te trouwen, wat hij in 1993 deed. In 1995 publiceerde hij het boek Zonde van het verplichte celibaat. Eind jaren 1990 spande de congregatie van de Broeders van Liefde een proces tegen Bethune en Devillé aan, maar in 2002 werden ze vrijgesproken van laster en eerroof.
Hij bleef echter actief als priester, met de vzw Het Atelier, een kleine geloofsgemeenschap in Schuiferskapelle waarmee hij in 2023 stopte, en later bij Rent a Priest, dat hij in 2000 oprichtte.
Samen met Rik Devillé richtte Bethune in 1992 de Werkgroep Mensenrechten in de Kerk op, waarna honderden slachtoffers van seksueel misbruik zich aanmeldden.